# Henry Hope

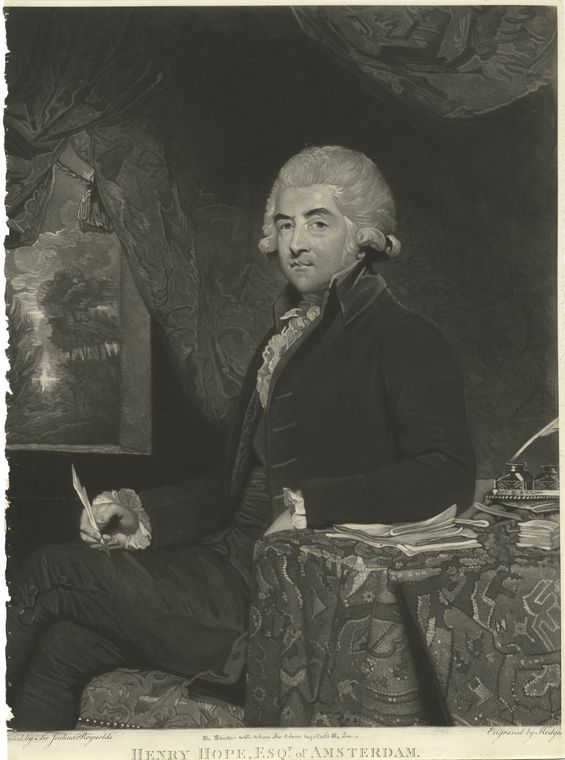
Henry Hope nel 1788, mezzatinta di Charles Howard Hodges dopo un dipinto ormai perduto di Sir Joshua Reynolds.

Henry Hope (Boston, 1735 – Londra, 1811) fu un banchiere mercantile di Amsterdam.

## Primi anni
Henry nacque a Boston, nella colonia britannica della baia del Massachusetts, nell'America del Nord. Suo padre, anch'egli di nome Henry, era un commerciante di Rotterdam di ascendenza scozzese che partì per il nuovo mondo dopo aver incontrato difficoltà finanziarie nella bolla economica del 1720. Sebbene nato a Rotterdam, era considerato scozzese perché suo padre e i suoi fratelli erano membri della Chiesa scozzese a Rotterdam. Per questi motivi Henry Hope il Giovane viene di solito indicato come scozzese, sebbene sia nato in America ed emigrato nei Paesi Bassi per unirsi all'azienda di famiglia in giovane età. Henry il Vecchio si stabilì vicino a Boston negli anni 1720 e divenne un massone e un commerciante. Quando suo figlio Henry il Giovane compì 13 anni, lo mandò a Londra per studiare, e sei anni dopo, nel 1754, divenne apprendista presso Henry Hoare della nota società bancaria chiamata Gurnell, Hoare e Harman.
Nel 1762 accompagnò la sua unica sorella, Harriet, nei Paesi Bassi quando sposò il figlio di un commerciante e socio d'affari di Rotterdam, John Goddard. Henry andò a lavorare per i suoi zii, Thomas e Adrian, insieme a suo cugino, Jan Hope (che a 26 anni optò per essere battezzato una seconda volta come "John"), nell'azienda di famiglia di Amsterdam. L'Amsterdam del XVIII secolo era il porto più grande d'Europa e il centro commerciale e bancario mercantile del continente. A quel tempo, i fratelli Hope si erano già affermati come i principali commercianti nei Paesi Bassi, ma quando i giovani Hope si unirono alla filiale di Amsterdam, il nome fu cambiato da Hope Brothers (più familiarmente, "gli Hope") a Hope & Co.. Questa svolse presto un ruolo importante nelle finanze della Compagnia olandese delle Indie orientali (COV).

## Carriera come commerciante
Dopo la guerra dei sette anni, Hope & Co. entrò nell'arena del sistema bancario internazionale, organizzando dei prestiti ai governi di Svezia, Russia, Portogallo e Baviera. A volte i prestiti erano i fondi propri di Henry Hope, ma di solito questo era a capo di un consorzio di investitori inglesi e olandesi che si facevano carico del denaro, con Hope & Co. che riscuoteva una commissione compresa tra il 5 e il 9%. La ditta si specializzò anche in prestiti ai piantatori delle Indie occidentali, prendendo pagamenti in natura, come zucchero, caffè o tabacco, che gli Hope avrebbero poi venduto sul mercato di Amsterdam.
In cambio dei prestiti al re del Portogallo, la Hope & Co ricevette la concessione esclusiva per vendere diamanti provenienti dalla colonia portoghese del Brasile. Gli Hope avrebbero accettato i diamanti e li avrebbero venduti sul mercato di Amsterdam; poi avrebbero utilizzato il ricavato per pagare gli interessi e il capitale dei prestiti che avevano concesso al Portogallo. Queste vendite contribuirono a fare di Amsterdam il primo centro diamantifero d'Europa.
Il cliente più importante della Hope & Co. fu Caterina la Grande di Russia. Oltre ai grandi prestiti concessi alla Russia, la Hope & Co. ottenne il diritto di esportare zucchero in Russia e l'azienda agì come agenti per le vendite di grano e legname russi ai paesi di tutta Europa. Durante gli anni '80 del 700, la sovrana offrì ad Henry Hope un titolo, offerta che declinò, ritenendo che l'avanzamento sociale nella nobiltà fosse incompatibile con la sua posizione di banchiere mercantile operante. Sia Henry che Caterina erano due importanti collezionisti d'arte e Henry Hope a volte agiva come mercante d'arte.

## Famiglia
Attraverso le loro attività di commercianti e banchieri, Henry Hope e suo cugino, Jan Hope, accumularono grandi fortune. Erano tra gli uomini più ricchi d'Europa. Jan sposò la figlia di un sindaco di Rotterdam ed ebbe tre figli. Henry non si sposò mai, ma accolse il giovane impiegato John Williams, un cornico che lavorava in un'altra casa mercantile ad Amsterdam, quando era malato. Dopo essersi ripreso, andò a lavorare per Henry come direttore e quando sposò la figlia della sorella di Henry nel 1782, cambiò il suo nome in John Williams Hope e divenne partner nella filiale di Amsterdam. Quando Jan/John Hope morì nel 1784, divenne particolarmente positivo per l'azienda avere a disposizione un'altra persona che potesse firmarsi con il nome "John Hope". Questo è stato anche il motivo per cui John Williams Hope rimase ad Amsterdam durante l'occupazione francese quando il resto della famiglia fuggì a Londra.

## Welgelegen

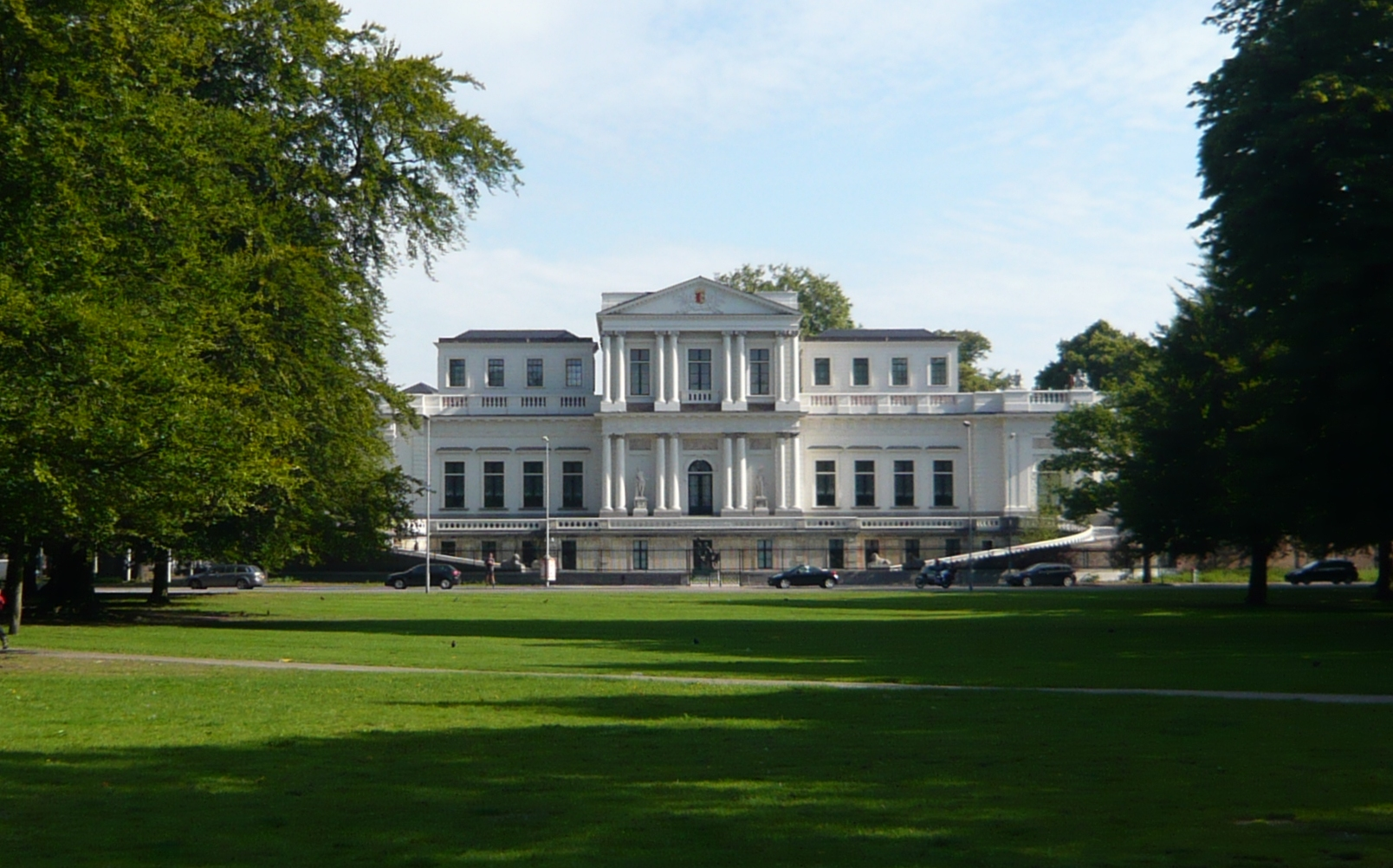
Fronte della villa Welgelegen sul Paviljoenslaan, Haarlem

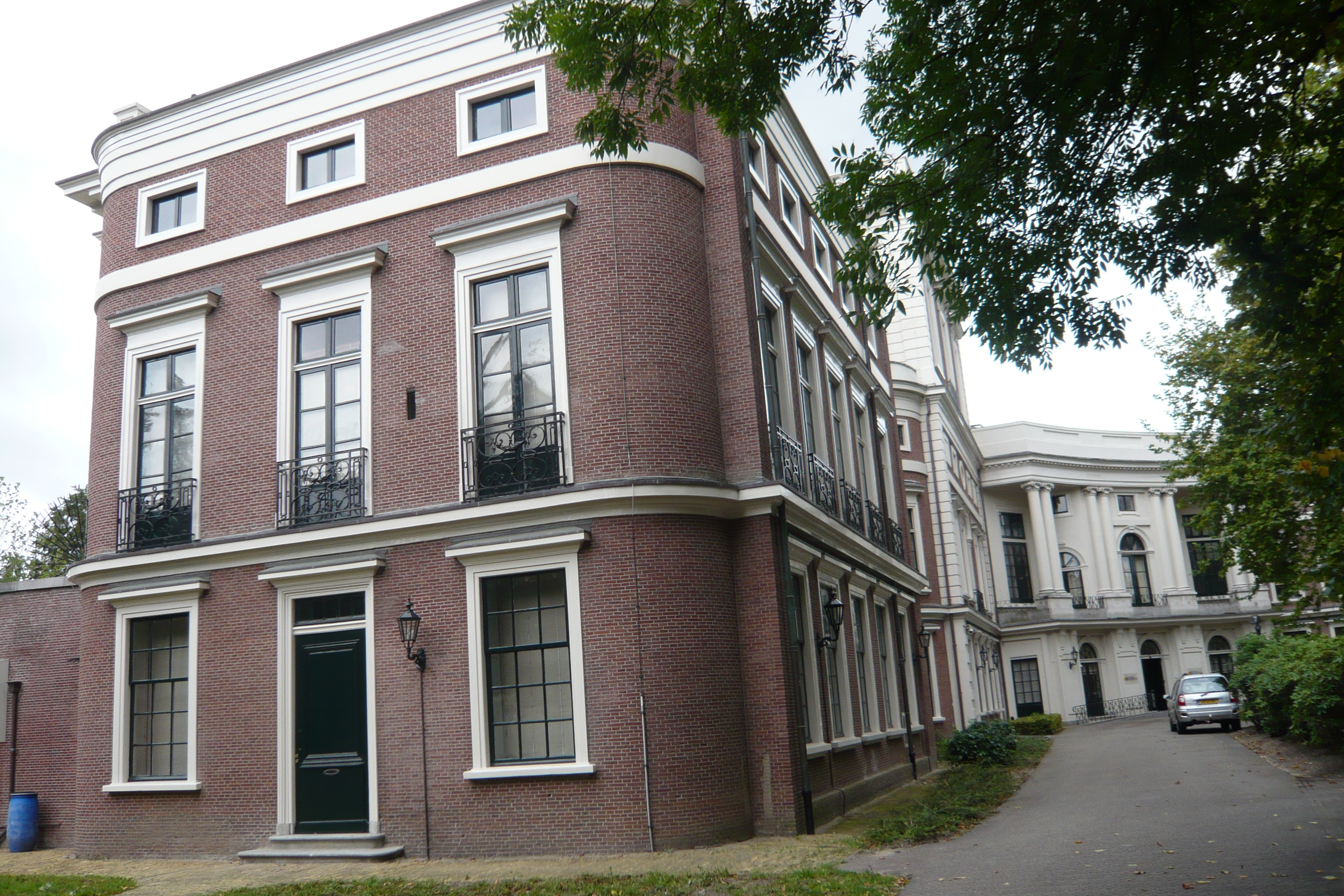
Ingresso est del Welgelegen e residenza privata di Henry Hope ad Haarlem. Sul retro a destra è presente l'ingresso posteriore (oggi l'unico ingresso).

Oggi Henry Hope è famoso per la sua casa estiva, la villa Welgelegen. Grazie alla sua padronanza dell'inglese, del francese e dell'olandese, era abile nello stabilire relazioni d'affari distanti e aveva molti amici influenti. Egli riuscì ad acquisire una grande collezione d'arte e costruì la villa Welgelegen ad Haarlem per ospitare la sua collezione. La villa fu eretta sul terreno di un'antica casa estiva che aveva acquisito nel 1769 al confine di Haarlem a Heemstede. La costruzione di questo palazzo estivo, che richiese cinque anni, divenne un'attrazione estiva a sé stante, rivaleggiando con il vicino parco di Groenendaal, fondato a Heemstede da suo cugino, socio e vicino, Jan/John Hope. Nel 1781 Henry iniziò a ricevere visitatori non invitati per vedere i giardini e il processo di espansione. L'esecuzione di questi ambiziosi piani non sembrò rovinare la sua enorme ricchezza; nel 1782, acquistò la Hope Lodge a Fort Washington (Pennsylvania) come regalo di nozze per il figlio della sua cugina americana Maria Ellis.
A Welgelegen ricevette molte delle figure importanti e, nell'estate di ogni anno, era vicino di casa di molti di loro. Conosceva e riceveva gli americani Thomas Jefferson, Benjamin Franklin e John Adams, che venivano in Europa per negoziati commerciali. Henry Hope era un orangista e ricevette il futuro Guglielmo V di Orange che conosceva attraverso suo zio, l'anziano Thomas Hope. La moglie del principe Guglielmo, Guglielmina di Prussia, principessa di Orange, vi trascorse le estati dopo la morte del marito fino alla sua morte nel 1820.
Si dice che Henry sia stato influenzato nella sua scelta dello stile neoclassico dall'Hôtel de Salm di Parigi, costruito nel 1782 dal suo amico Federico III, renegravio di Salm-Kyrburg. Thomas Jefferson fece dei bozzetti di entrambi gli edifici. Questo principe di Salm era un socio d'affari oltre che un amico e divenne, durante il periodo patriottico (1782-1787), un mediatore tra Francia e Paesi Bassi e il capo di una difesa patriottica a Utrecht nel settembre 1787. Dopo la sua sconfitta, il principe, fortemente criticato, fuggì ad Amsterdam dove, si dice, si nascose nella casa di Henry Hope sul Keizersgracht per mesi.

## La ricchezza delle nazioni (The Wealth of Nations)
Dal 1779 Henry divenne il direttore della Hope & Co. e lui, la sua collezione d'arte e la sua compagnia erano famosi. Nel 1786 Adam Smith dedicò la quarta edizione del suo libro "La ricchezza delle nazioni" a Henry Hope nella speranza di aumentare i suoi lettori: 
 In questa quarta edizione non ho apportato modifiche di alcun tipo. Ora, tuttavia, mi trovo libero di riconoscere i miei grandissimi obblighi nei confronti del sig. HENRY HOPE di Amsterdam. A quel gentiluomo devo le informazioni più distinte, oltre che liberali, su un argomento molto interessante e importante, la Bank of Amsterdam; di cui nessun resoconto stampato mi era mai apparso soddisfacente o addirittura comprensibile. Il nome di quel gentiluomo è così famoso in Europa, le informazioni che proviene da lui devono fare così tanto onore a chiunque sia stato favorito con esso, e la mia vanità è così interessata a fare questo riconoscimento, che non posso più rifiutarmi il piacere di anteporre questo annuncio a questa nuova edizione del mio libro. 

## Trasferimento a Londra
Henry Hope fuggì a Londra nel 1794 prima dell'arrivo delle forze rivoluzionarie francesi. Nell'archivio della Hope & Co. di Amsterdam si afferma che Henry portò con sé 372 dipinti. Tra questi c'erano importanti lavori di Frans Hals, Peter Paul Rubens, Rembrandt e Anthony van Dyck. Egli aprì una filiale londinese della Hope & Co. e divenne amico di Francis Baring con il quale stipulò molti grandi affari fondiari con vari membri di famiglie reali. Condivideva chiaramente il genio di suo zio Thomas Hope, che era morto nel 1779, lasciandogli l'attività ad Amsterdam da condividere con suo cugino Jan Hope, che morì inaspettatamente cinque anni dopo nel 1784 a L'Aia. 

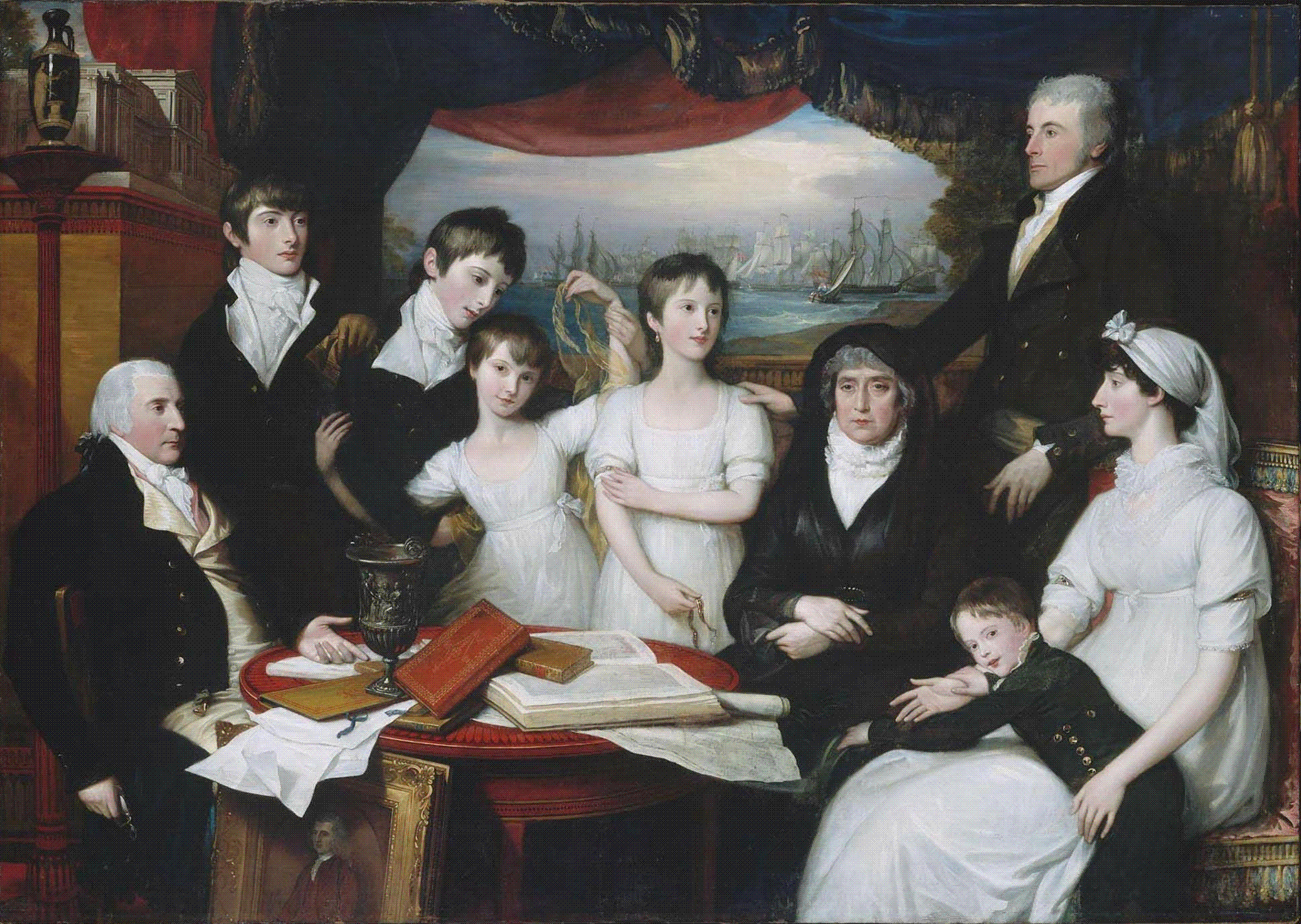
La famiglia di Henry Hope, allora in esilio nel Regno Unito intorno al 1804, di Benjamin West: da sinistra a destra: Henry, i nipoti di sua sorella Harriet, Goddard Henry (1785), Adrian (1788), Elizabeth (1794), Henrietta (1790), Harriet stessa, John Williams (che guarda lontano da sua moglie), il figlio minore William (1803), e sua moglie Ann Goddard, che fu il fiore all'occhiello di Henry fino a quando non iniziò una relazione con il barone van Dopff. Questo dipinto serviva in parte per riparare il matrimonio di quest'ultima, ma non funzionò. Non appena Henry morì, infatti, ella andò a convivere con Dopff. Alla morte di John Williams, ella sposò Dopff. Henry sta indicando le ceneri di John Goddard, suo cognato e socio in affari, e sopra la sua testa poggia un modello della villa di Welgelegen, che aveva appena ceduto a John Williams.

## Affari fondiari
Il più grande affare fondiario che Henry e i Baring stipularono fu l'emissione di azioni per finanziare l'acquisto della Luisiana nel 1804 da parte degli Stati Uniti alla Francia di Bonaparte, più di un anno dopo la firma del trattato. Henry e i Baring lavoravano all'affare da quasi un decennio e avevano mandato il giovane Alexander Baring come loro agente in America, dove aveva inizialmente negoziato un grande affare fondiario nel Maine, allora ancora parte del Massachusetts. Mentre era lì, Alexander Baring aiutò a concludere un trattato con David Cobb. L'affare, completato nel febbraio 1796, diede a Baring metà della partecipazione nel "Penobscot million" e metà della partecipazione in un terzo tratto di proprietà acquisita a nord di questa distesa di 1 milione di acri (4.000 km²). Alexander Baring, che divenne il primo barone Ashburton, ebbe un ruolo importante nella storia economica e politica del Maine in generale e del Down East Maine in particolare. Insieme a Daniel Webster, negoziò il trattato che risolveva le controversie sul confine nord-occidentale del Maine (Henry aveva una famiglia in Nuova Scozia).

## Eredità
Sebbene abbia sempre sperato di tornare nella sua amata Welgelegen, Henry morì senza figli a Londra nel 1811, lasciando un capitale di 12 milioni di fiorini, una collezione d'arte e diverse proprietà di grandi dimensioni. Era uno zio generoso con i suoi numerosi nipoti a Londra, Heemstede e Pennsylvania. Alla sua morte, la sua ricchezza accumulata fu divisa tra i figli di suo cugino Jan (che ereditò Deepdene), i figli di sua cugina Maria (che ereditò Hope Lodge), e i figli di sua sorella Harriet (che ereditò la villa Welgelegen). Prima della sua morte, commissionò un ritratto di famiglia con sua sorella Harriet e la famiglia del figlio adottivo John Williams Hope e della figlia di Harriet Ann. Il dipinto, di Benjamin West, mostra un modello di Welgelegen che si trova sopra una cassa di mogano, probabilmente disegnato da Thomas Hope. Il dipinto è attualmente esposto al Museum of Fine Arts di Boston. Un luogo degno di nota, dal momento che si è costruito nello stile neoclassico ed è così vicino a dove sono nati Harriet ed Henry, a Braintree.